# C/2012 S4 (PANSTARRS)
C/2012 S4 (PANSTARRS) — долгопериодическая комета с самым большим афелием из перечисленных в базе данных малых тел JPL. Но указанное значения афелия 500 000 а. е. (8 св. лет) от Солнца — это обобщённое решение задачи двух тел вблизи перигелия, предполагающее что Солнце и комета являются единственными двумя объектами во Вселенной. Другие кометы, например C/2015 TQ209 и C/2017 A3 (Elenin), имели для некоторых эпох решения с афелием более 1 000 000 а.е. (16 св. лет). Для сравнения, расстояние до ближайшей звезды, Проксима Центавра, составляет около 4,24 световых лет от Солнца, а Вольф 359 находится в 7,78 световых лет от нас. Любые кометы на расстоянии более чем около 150 000 а. е. (2 св. года) от Солнца можно считать потерянными в межзвёздной среде. Но C/2012 С4 не будет выброшена из солнечной системы.

## Барицентрическая орбита
Интегрирование орбиты до тех пор, пока комета находится за пределами возмущений планет, формирует барицентрический афелий ~5700 а. е. Она будет находиться не далее 30 а. е. от Солнца до 2028 года.
Её размер оценивается соизмеримым с кометой 67P/Чурюмова — Герасименко.